# = (альбом)
= (вимовляється англ. equals — укр. ікволз) — четвертий сольний студійний альбом англійського співака та автора пісень Еда Ширана, представлений 29 жовтня 2021 року під лейблами Asylum Records та Atlantic Records. На підтримку платівки було випущено декілька синглів: «Bad Habits», «Shivers», «Overpass Graffiti» та «Visiting Hours»

## Історія
18 серпня 2021 року Ширан заявив, що готує «велике оголошення» наступного дня, і уже 19-го серпня він оголосив про вихід нового альбому, запланованого на 29 жовтня цього ж року. Ця платівка, за словами Ширана, стала для нього певним етапом переходу від юності до дорослого життя. Музикант описав свою нову роботу як таку, що «є дуже особистою та значить справді багато» для нього, згадуючи про такі зміни в особистому житті як шлюб, народження доньки та втрати, які йому довелось пережити. Промо-сингл «Visiting Hours» був представлений в цей же день разом із анонсом альбому.

## Список пісень
| #   | Назва                     | Тривалість |
| --- | ------------------------- | ---------- |
| 1.  | «Tides»                   |            |
| 2.  | «Shivers»                 |            |
| 3.  | «First Times»             |            |
| 4.  | «Bad Habits»              |            |
| 5.  | «Overpass Graffiti»       |            |
| 6.  | «The Joker and the Queen» |            |
| 7.  | «Leave Your Life»         |            |
| 8.  | «Collide»                 |            |
| 9.  | «2step»                   |            |
| 10. | «Stop the Rain»           |            |
| 11. | «Love in Slow Motion»     |            |
| 12. | «Visiting Hours»          |            |
| 13. | «Sandman»                 |            |
| 14. | «Be Right Now»            |            |

## Чарти
| Чарт (2021—2022)                                     | Найвища позиція |
| ---------------------------------------------------- | --------------- |
| Австралія Australian Albums (ARIA)                   | 1               |
| Австрія Austrian Albums (Ö3 Austria)                 | 1               |
| Бельгія Belgian Albums (Ultratop Flanders)           | 2               |
| Бельгія Belgian Albums (Ultratop Wallonia)           | 1               |
| Канада Canadian Albums (Billboard)                   | 1               |
| Чехія Czech Albums (ČNS IFPI)                        | 1               |
| Данія Danish Albums (Hitlisten)                      | 1               |
| Нідерланди Dutch Albums (MegaCharts)                 | 1               |
| Фінляндія Finnish Albums (Suomen virallinen lista)   | 2               |
| Франція French Albums (SNEP)                         | 1               |
| Німеччина German Albums (Offizielle Top 100)         | 1               |
| Greek Albums (IFPI)                                  | 9               |
| Угорщина Hungarian Albums (MAHASZ)                   | 1               |
| Icelandic Albums (Plötutíðindi)                      | 3               |
| Ірландія Irish Albums (OCC)                          | 1               |
| Італія Italian Albums (FIMI)                         | 1               |
| Японія Japanese Albums (Oricon)                      | 9               |
| Japanese Hot Albums (Billboard Japan)                | 4               |
| Lithuanian Albums (AGATA)                            | 1               |
| Нова Зеландія New Zealand Albums (Recorded Music NZ) | 1               |
| Норвегія Norwegian Albums (VG-lista)                 | 1               |
| Польща Polish Albums (ZPAV)                          | 3               |
| Португалія Portuguese Albums (AFP)                   | 1               |
| Шотландія Scottish Albums (OCC)                      | 1               |
| Slovak Albums (ČNS IFPI)                             | 1               |
| Іспанія Spanish Albums (PROMUSICAE)                  | 1               |
| Швеція Swedish Albums (Sverigetopplistan)            | 1               |
| Швейцарія Swiss Albums (Schweizer Hitparade)         | 1               |
| Велика Британія UK Albums (OCC)                      | 1               |
| Uruguayan Albums (CUD)                               | 20              |
| США Billboard 200                                    | 1               |

| Чарт (2021)                        | Позиція |
| ---------------------------------- | ------- |
| Australian Albums (ARIA)           | 6       |
| Austrian Albums (Ö3 Austria)       | 7       |
| Belgian Albums (Ultratop Flanders) | 14      |
| Belgian Albums (Ultratop Wallonia) | 16      |
| Danish Albums (Hitlisten)          | 26      |
| Dutch Albums (Album Top 100)       | 9       |
| French Albums (SNEP)               | 22      |
| German Albums (Offizielle Top 100) | 11      |
| Hungarian Albums (MAHASZ)          | 13      |
| Irish Albums (IRMA)                | 5       |
| Italian Albums (FIMI)              | 42      |
| New Zealand Albums (RMNZ)          | 18      |
| Norwegian Albums (VG-lista)        | 36      |
| Polish Albums (ZPAV)               | 60      |
| Spanish Albums (PROMUSICAE)        | 33      |
| Swedish Albums (Sverigetopplistan) | 23      |
| Swiss Albums (Schweizer Hitparade) | 4       |
| UK Albums (OCC)                    | 2       |

| Чарт (2022)                                | Позиція |
| ------------------------------------------ | ------- |
| Australian Albums (ARIA)                   | 5       |
| Austrian Albums (Ö3 Austria)               | 4       |
| Belgian Albums (Ultratop Flanders)         | 9       |
| Belgian Albums (Ultratop Wallonia)         | 23      |
| Canadian Albums (Billboard)                | 2       |
| Danish Albums (Hitlisten)                  | 4       |
| Dutch Albums (Album Top 100)               | 2       |
| French Albums (SNEP)                       | 13      |
| German Albums (Offizielle Top 100)         | 8       |
| Hungarian Albums (MAHASZ)                  | 71      |
| Italian Albums (FIMI)                      | 35      |
| Japanese Download Albums (Billboard Japan) | 63      |
| Lithuanian Albums (AGATA)                  | 16      |
| New Zealand Albums (RMNZ)                  | 6       |
| Portuguese Albums (AFP)                    | 98      |
| Spanish Albums (PROMUSICAE)                | 39      |
| Swedish Albums (Sverigetopplistan)         | 3       |
| Swiss Albums (Schweizer Hitparade)         | 8       |
| UK Albums (OCC)                            | 2       |
| US Billboard 200                           | 15      |

## Сертифікації
| Регіон | Сертифікація  | Продажі |
| --- | ------------- | ------- |
| Австралія (ARIA) | Платиновий    | 70 000  |
| Австрія (IFPI Austria) | Платиновий    | 15 000  |
| Бразилія (ABPD) | Платиновий    | 40 000  |
| Канада (Music Canada) | 3× Платиновий | 240 000 |
| Данія (IFPI Denmark) | 2× Платиновий | 40 000  |
| Франція (SNEP) | 3× Платиновий | 300 000 |
| Німеччина (BVMI) | Золотий       | 100 000 |
| Італія (FIMI) | Платиновий    | 50 000  |
| Нова Зеландія (RIANZ) | 3× Платиновий | 45 000  |
| Польща (ZPAV) | 2× Платиновий | 40 000  |
| Португалія (AFP) | Золотий       | 7500^   |
| Сінгапур (RIAS) | Золотий       | 5000*   |
| Іспанія (PROMUSICAE) | Золотий       | 20 000  |
| Велика Британія (BPI) | 3× Платиновий | 900 000 |
| *продажі, що базуються лише на сертифікаціях · ^відвантаження, що базуються лише на сертифікаціях · продажі+прослуховування, що базуються лише на сертифікаціях |               |         |

## Історія випуску
| Регіон | Дата           | Формат(и)                                     | Лейбл           |
| ------ | -------------- | --------------------------------------------- | --------------- |
| Різні  | 29 жовтня 2021 | CD цифрове завантаження стримінг вініл касета | Asylum Atlantic |